# Zambiaanse kwacha
De kwacha is de munteenheid van Zambia. Eén kwacha is honderd ngwee. In de Zambiaanse taal Bemba betekent kwacha morgenstond, hetgeen de Zambiaanse nationalistische slogan een nieuwe morgenstond van vrijheid symboliseert.
In de eerste helft van 2013 is de oude kwacha (ZMK) vervangen door de nieuwe (ZMW) wegens de waardevermindering (1 ZMW = 1000 ZMK). Van de oude kwacha was er papiergeld beschikbaar in 50, 100, 500, 1000, 5000, 10.000, 20.000 en 50.000 kwacha, en munten van 1, 5 en 10 kwacha.
Van de nieuwe kwacha is er papiergeld in 2, 5, 10, 20, 50 en 100 kwacha, en zijn er munten van 5, 10, 50 ngwee en van 1 kwacha. De munten worden geslagen door de South African Mint.